# Who Shot Patakango?
Who Shot Patakango? o Who Shot Pat? es una película de 1989 protagonizada por Sandra Bullock.

## Argumento
La película está ambientada en Brooklyn, Nueva York y se centra en la mayoría de edad de un grupo de adolescentes de la escuela secundaria en la década de 1950. Bic Bickham (interpretado por el actor David Edwin Caballero), un estudiante de una escuela secundaria vocacional en Brooklyn se enamora de Devlin Moran (interpretada por Sandra Bullock), una estudiante de la escuela privada de una familia rica. La película pone de manifiesto las duras calles de la ciudad de Nueva York en la década de 1950 y la realización final de que una pandilla no es más que un montón de vagos, que recuerda a la pandilla The Outsiders.

## Reparto
- David Edwin Knight - Bic Bickham
- Sandra Bullock - Devlin Moran
- Kevin Otto - Mark Bickham
- Aaron Ingram - Cougar
- Brad Randall - Patakango
- Chris Cardona - Freddie
- Michael Puzzo - Goldie
- Christopher Crean - Tony
- Gregg Marc Miller - Vinnie
- Damon Chandler - Mr. Donnelly